# Jean-José Clément
Jean-José Clément (ur. 6 sierpnia 1932 w Le François na Martynice) – francuski polityk i samorządowiec, od 1980 do 1982 poseł do Parlamentu Europejskiego I kadencji.

## Życiorys
Wnuk lekarza i polityka socjalistycznego z Martyniki Homère’a Clément. Absolwent Instytutu Nauk Politycznych w Paryżu, gdzie poznał Édouarda Balladura, z którym następnie współpracował przez wiele lat. Od 1973 prowadził wraz z bratem rodzinną destylarnię rumu w Le François, którą założył jego dziadek Homère w 1917, odpowiadał w niej za eksport.
Zaangażował się w działalność polityczną w ramach Zgromadzenia na rzecz Republiki, do 1994 zajmował stanowisko sekretarza narodowego partii. Był radnym Paryża oraz regionu Île-de-France, a także delegatem władz Paryża ds. kontaktów z terytoriami zależnymi. W lipcu 1980 uzyskał mandat posła do Parlamentu Europejskiego w miejsce Claude’a Labbé. Przystąpił do Europejskich Progresywnych Demokratów, należał do Komisji ds. Rozwoju i Współpracy. Zrezygnował z mandatu z dniem 15 lutego 1982. Kierował AMEDOM, organizacją zrzeszającą polityków z terenów zamorskich Francji.